# Помпей Мускулос
Помпей Мускулос (*Pompeius Muscosus I ст. н. е.) — давньоримський спортсмен, один із видатніших колісничих часів ранньої Римської імперії.

## Життєпис
Про місце народження достеменно невідомо: в Піцені або Етрурії. Був вільновідпущеником або, за деякими згадками давніх істориків, став громадянином Риму. Можливо, був сином вільновідпущеника представника впливового роду Помпеїв. Ім'я «Мускулос» виводять від слова мускул або назви молюсків. З огляду на це припускають, що батько майбутнього спортсмена був рибалкою або працював на важких роботах.
Невідомо, коли розпочав кар'єру: за різними версіями, у 80-х або на початку 90-х років, особливо уславився за панування імператора Доміціана. Відомо, що до 22 років виграв 3599 гонок і заробив 15,5 мільйона сестерціїв. Це відповідає за приблизними підрахунками сучасним 4,4 млрд дол. Належав до партії Синіх, використовував африканських коней. Втім поступово став поступатися Гаю Аппулею Діоклу, який став вигравати основні змагання.
Вважають, що Помпей Мускулос загинув під час перегонів наприкінці I ст. н. е. Ймовірно, якщо Мускулос продовжив кар'єру, то зумів би перевершити досягнення конкурента Діокла у зароблянні грошей.